# Asse angolo

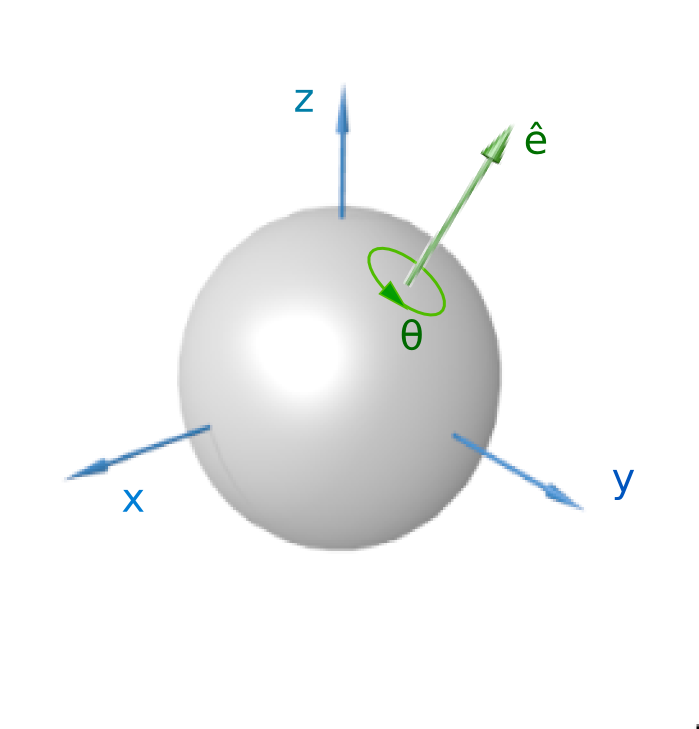
Visualizzazione di una rotazione rappresentata tramite asse e angolo di Eulero.

La rappresentazione asse angolo (o vettore di rotazione) di una rotazione è una parametrizzazione non minima di una rotazione che utilizza due valori: un versore che indica la direzione dell'asse attorno a cui effettuare la rotazione e l'angolo che indica l'ampiezza della rotazione. Il senso positivo della rotazione si ricava con la regola del cavatappi.
Questa rappresentazione deriva dal teorema di rotazione di Eulero, il quale asserisce che ogni rotazione o sequenza di rotazioni di un corpo rigido in uno spazio tridimensionale è equivalente a una rotazione pura intorno a un singolo asse corrispondente.